# Затишне (Богодухівський район)
За́тишне (до 2025 року — Ма́р'їне) — село в Улянівському старостинському окрузі Богодухівської міської громади Богодухівського району Харківської області України.

## Географія
Село Затишне знаходиться за 3 км від річки Рябина. Село складається з 2-х частин, рознесених на ~ 1 км. На відстані ~ 2 км село оточують села Байрак, Новоукраїнка та Шкарлати.

## Історія
12 червня 2020 року, відповідно до розпорядження Кабінету Міністрів України № 725-р «Про визначення адміністративних центрів та затвердження територій територіальних громад Харківської області», село увійшло до Богодухівської міської громади.
19 липня 2020 року, в результаті адміністративно-територіальної реформи та ліквідації Богодухівського району (1923—2020), село увійшло до складу новоутвореного Богодухівського району Харківської області.
5 червня 2025 року Верховна Рада підтримала перейменування села Мар'їне на Затишне. 15 червня 2025 року перейменування набуло чинності.